# Karl Deisseroth
Karl Deisseroth (Boston, 18 de novembro de 1971) é um psiquiatra, neurobiologista e bioengenheiro estadunidense, professor da Universidade Stanford.

## Prêmios e condecorações selecionados
- 2009 Prêmio Golden Brain[2]
- 2012 membro da Academia Nacional de Ciências dos Estados Unidos
- 2012 Prêmio Zülch da Sociedade Max Planck[3]
- 2013 Prêmio Richard Lounsbery[4]
- 2013 Prêmio Brain[5]
- 2013 Prêmio Gabbay
- 2013 Prêmio Dickson de Ciências
- 2014 Prêmio de Medicina Keio
- 2015 Prêmio Centro Médico Albany
- 2015 Prêmio Dickson de Medicina
- 2015 membro da Academia Leopoldina
- 2016 Breakthrough Prize in Life Sciences
- 2018 Prêmio Internacional da Fundação Gairdner